# Onthophagus apunneea
Onthophagus apunneea là một loài bọ cánh cứng trong họ Bọ hung (Scarabaeidae).